# Wojskowy Sąd Okręgowy Nr VIII
Wojskowy Sąd Okręgowy Nr VIII – jednostka organizacyjna służby sprawiedliwości Wojska Polskiego II RP z siedzibą w Grudziądzu.

## Historia
12 sierpnia 1919 roku weszła w życie ustawa z dnia 1 sierpnia 1919 roku o tymczasowej organizacji zarządu b. dzielnicy pruskiej. Zgodnie z art. 16 ustawy sądy w byłym zaborze pruskim miały wydawać wyroki w imieniu Rzeczypospolitej Polskiej. 20 sierpnia 1919 roku Naczelny Wódz wydał dekret w sprawie podporządkowania sił zbrojnych w byłym zaborze pruskim, w którym między innymi nakazał utworzenie Dowództwa Okręgu Generalnego z siedzibą w Grudziądzu.
17 stycznia 1920 roku wojska Front Pomorskiego rozpoczęły operację przyłączenia Pomorza do Polski. 23 stycznia zajęciem Grudziądza oraz mostów w Toruniu i Grudziądzu zakończyła się pierwsza faza operacji. Faza druga zakończyła się 10 lutego w Pucku zaślubinami Polski z morzem. 
17 lutego 1920 roku minister spraw wojskowych ustanowił Sąd Wojskowy Okręgu Generalnego Pomorze z siedzibą w Grudziądzu. Właściwość sądu rozciągała się na całe terytorium podporządkowane Dowództwu OGen. Pomorze. Sąd rozpoczął funkcjonowanie z dniem 1 marca 1920. Sąd ulokowano w budynku wojskowego Więzienia Śledczego, a jego szefem został mjr KS Władysław Czechowicz. 
10 listopada 1919 roku w Warszawie zostało utworzone Wojskowe Więzienie Karne. 8 lutego 1920 roku minister spraw wojskowych nakazał przenieść z dniem 15 marca Wojskowe Więzienie Karne z Warszawy do Grudziądza i ulokować w byłym pruskim wojskowym więzieniu fortecznym.
W 1920 utworzono wojskowe sądy załogowe w Grudziądzu, Toruniu i Starogardzie. W toku reorganizacji służby sprawiedliwości w grudniu 1921 wojskowe sądy załogowe zostały przekształcone w wojskowe sądy rejonowe, a Wojskowy Sąd Okręgu Generalnego Pomorze przekształcony w Wojskowy Sąd Okręgowy Nr VIII w Grudziądzu. 
Wojskowy sąd okręgowy obejmował swoim obszarem działania cały Okręg Korpusu Nr VIII. Sąd wykonywał czynności zasadniczo na swoim obszarze działania. Poza swoim obszarem działania sąd mógł wykonywać czynności tylko, gdy wymagało tego dobro wymiaru sprawiedliwości, ewentualnie gdy znacznie oszczędzono by koszty.

## Obsada
Szefowie sądu
- mjr / płk KS Władysław I Czechowicz (1 III 1920 – I 1927 → stan spoczynku z dniem 30 IV 1927[10])
- płk KS Stanisław Bałuk (I[11][5] – 31 V 1929 → stan spoczynku[12])
- ppłk KS / płk aud. dr Roman Medwicz (1932 – 1937[13])
- ppłk aud. dr Longin Wałęga (do 18 IX 1939[13])

Obsada personalna 1 marca 1920 roku
- p.o. szefa sądu – mjr KS Władysław I Czechowicz
- sędzia śledczy do spraw szczególnej wagi – mjr KS dr Juliusz Wilusz
- p.o. sędziego – mjr KS dr Franciszek Jankowski
- p.o. sędziego – mjr KS dr Władysław I Róg
- p.o. sędziego – kpt. KS Karol Ludwik Sożyński
- p.o. sędziego – kpt. KS Adam Brzeski
- p.o. sędziego – por. KS dr Roman Medwicz
- oficer asystent – ppor. KS Jan Mączyński

Obsada personalna w 1939 roku
- szef sądu – ppłk aud. dr Longin Wałęga
- zastępca szefa – ppłk Feliks Franciszek Lambert
- sędzia orzekający – mjr aud. Alfred Władysław Chrzan → szef sądu polowego nr 15[17]
- sędzia orzekający – mjr Konstanty Peszyński → szef sądu polowego nr 16[18]
- sędzia śledczy – mjr mgr Władysław II Zalewski
- sędzia śledczy – kpt. Aleksander Kulikowski

## Wojskowa Prokuratura Okręgowa Nr 8
Z dniem 1 marca 1920 roku została utworzona Prokuratura przy Sądzie Wojskowym Okręgu Generalnego Pomorze w Grudziądzu.
Wojskowi prokuratorzy okręgowi
- mjr KS Antoni Neusser (od 1 III 1920[5])
- płk KS Józef Zołoteńki (był w 1923[19] – 7 III 1927 → podprokurator Prokuratury przy NSW[20][21])
- ppłk KS dr Michał Przywara (1928[5] – 16 XII 1929 → prokurator Prokuratury przy WSO Nr V)
- mjr / ppłk KS Karol Ludwik Sożyński (16 XII 1929[22] – 19 XI 1931 → szef WSO Nr III[23])
- mjr / ppłk KS dr Tadeusz Matysek (11 XII 1931 – 31 VIII 1935 → szef WSO Nr IV)
- mjr / ppłk aud. dr Artur Wiśniewski (31 VIII 1935 – 1937[24])
- ppłk aud. Albin Znamirowski (1937 – 19 IX 1939[24])

Obsada personalna 1 marca 1920 roku
- p.o. prokuratora – mjr KS Antoni Neusser
- p.o. podprokuratora – kpt. KS Marian Kornicki
- p.o. podprokuratora – ppor. KS Jan Stachnik

Obsada personalna w marcu 1939 roku
- prokurator – ppłk Albin Znamirowski
- wiceprokurator – mjr Władysław Ignacy Wolanin †1940 Charków[26]
- podprokurator – kpt. mgr Józef Adam Jachna
- podprokurator – kpt. mgr Zygmunt Nowakowski
- asystent – por. mgr Jan Józef Gostomski †1940 Katyń[27]
- asystent – por. mgr Adolf Hubert
- asystent – por. mgr Edward Edmund Jahns
- asystent – por. mgr Tadeusz Jan Kud → sędzia sądu polowego nr 16[18]